# クララ・アスルメンディ
クララ・アスルメンディ・モレーノ（Clara Azurmendi Moreno、1998年5月4日 - ）は、スペイン・バスク州ギプスコア県サン・セバスティアン出身の女子バドミントン選手。

## 経歴
2015年のヨーロッパ競技大会では女子シングルスにノーシードで出場し、第8シードのロシアのナタリア・ペルミノヴァや第1シードのブルガリアのリンダ・ゼッチリを破って銅メダルを獲得した。2016年のブルガリア国際では女子シングルスで初優勝した。2017年のルーマニア国際では女子シングルスで優勝した。

## 成績

### ヨーロッパ競技大会
女子シングルス
| 年   | 開催地                   | 対戦相手   | スコア              | 結果     |
| ---- | ------------------------ | ---------- | ------------------- | -------- |
| 2015 | アゼルバイジャン、バクー | Lianne Tan | 21–16, 19–21, 13–21 | 銅メダル |

### BWFワールドツアー
女子シングルス
| 年   | 開催地         | 対戦相手             | スコア              | 結果   |
| ---- | -------------- | -------------------- | ------------------- | ------ |
| 2017 | ルーマニア国際 | Anne Hald Jensen     | 相手棄権            | 優勝   |
| 2016 | トルコ国際     | Cemre Fere           | 21–14, 16–21, 12–21 | 準優勝 |
| 2016 | イタリア国際   | Sabrina Jaquet       | 20–22, 14–21        | 準優勝 |
| 2016 | ブルガリア国際 | Julie Dawal Jakobsen | 26–24, 21–11        | 優勝   |